# Peder Andersson
Peder Andersson, död på 1570-talet, var en svensk borgmästare och häradshövding.

## Biografi
Peder Andersson  var son till borgmästaren Anders Simonsson i Stockholm. Han avlade 1538 borgareden och blev samma år rådman och jämnär i Stockholm. Peder Andersson blev 1539 rättafogde och 1540 skottherre. Han blev 1541 häradshövding i Vallentuna härad och Seminghundra härad och blev 1543 borgmästare i Stockholm. Peder Andersson satt i rätten 1543, 1545, 1547, 1549, 1551 och 1552, och blev 21 september 1558 häradshövding i Svarlösa härad. Han avled troligen på 1570-talet.

### Egendom
Peder Andersson sålde 12 maj 1554 en tomt på Norrmalm. Hans arvingar avyttrade 23 april 1589 ett stenhus för 750 vid Svartbrödragatan till Jost von Untzen.

### Familj
Peder Andersson var gift med en dotter till guldsmeden Hans Butze och Katarina. De fick tillsammans barnen Axel, Anders, Anna som var gift med komministern Peder Michaelis i Lagga församling, Ingrid som var gift med Matts Mårensson och en dotter som var gift med guldsmeden Severin Jute.